# パク・ユナ
パク・ユナ（韓国語：박유나、1997年12月23日 - ）は大韓民国の女優である。

## 出演

### 映画
- ホワイトデー：壊れた結界（2021年）[1]
- ロングディ（ロング・ディスタンス）（2022年）[2]

### ドラマ
- 恋にチアアップ！（2015年、KBS2）- キム・ギョンウン役
- 六龍が飛ぶ（2015年、SBS）
- 秘密の森（2016年、tvN）- キム・ガヨン役 / クォン・ミナ役
- 恋するパッケージツアー～パリから始まる最高の恋～（2017年、tvN）- ナヒョン役[3]
- 私のIDはカンナム美人（2018年、JTBC）- ユ・ウン役
- KBSドラマスペシャル（2018年、KBS2）- チュ・ヨンジュ役
- SKYキャッスル～上流階級の妻たち～（2018年、JTBC）- チャ・セリ役
- ホテルデルーナ（2019年、tvN）- イ・ミラ役
- 女神降臨（2020年、tvN）- カン・スジン役[4]

## External links
- パク・ユナ (@youna_1997) - Instagram